# 拉斯帕尔马斯 (洛斯桑托斯省)
拉斯帕尔马斯是巴拿马洛斯桑托斯省马卡拉卡斯区的一个城市，2010年是人口为436。 该市2000年时人口为579，1990年时人口为473。